# Biblioteca Nazionale Marciana
Die Biblioteca Nazionale Marciana (Nationale Markusbibliothek, Bibliothek von San Marco, Libreria Marciana, Biblioteca Marciana, Libreria Sansoviniana, Libreria di San Marco) ist eine der größten Nationalbibliotheken Italiens und eine der wichtigsten Sammlungen für griechische, lateinische und orientalische Handschriften. Sie befindet sich in Venedig südlich des Markusplatzes, zwischen Campanile und Zecca. Zugleich ist die Bibliothek die einzige Institution, die noch aus der Zeit der Republik Venedig verblieben ist.

## Geschichte der Bibliothek
Eine erste Schenkung erfolgte 1362 durch Francesco Petrarca, der Venedig seine Handschriftensammlung vermachte, doch verließ er die Stadt sechs Jahre später mitsamt seiner Sammlung, die über ganz Europa verstreut wurde. Erst die Stiftung des Kardinals Bessarion gilt als Ausgangspunkt der Marciana, auch wenn sie noch nicht den heutigen Standort bezog. Bessarion schenkte am 31. Mai 1468 seine private Bibliothek (746 Bände, darunter 482 griechische und 264 lateinische Handschriften sowie ca. 300 Drucke) dem Konvent auf San Giorgio Maggiore. Der Senat, der sich beeilte, um einer eventuellen Zusage durch den Papst zuvorzukommen, behauptete, eine „Bibliotheca Sancti Marci“ offerieren zu können, die sich in einem völlig neuen Saal des Dogenpalastes befinden sollte. Während Bessarion sie zum allgemeinen Nutzen der Menschen (ad communem hominum utilitatem) stiftete, wollte der Senat die Bibliothek zwar öffentlich zugänglich machen, doch vor allem „ac decoro et ornamento urbis huius celeberrime“. Die beiden Stiftungen bildeten den Grundstock der Bibliothek der Kathedrale von San Marco (Marciana). Verantwortlich wurde zunächst Marcantonio Coccio, genannt Sabellico; dann 1515 Andrea Navagero und im Jahr 1530 Pietro Bembo. Sie waren keine regelrechten Direktoren, sondern führten den Titel gubernator.

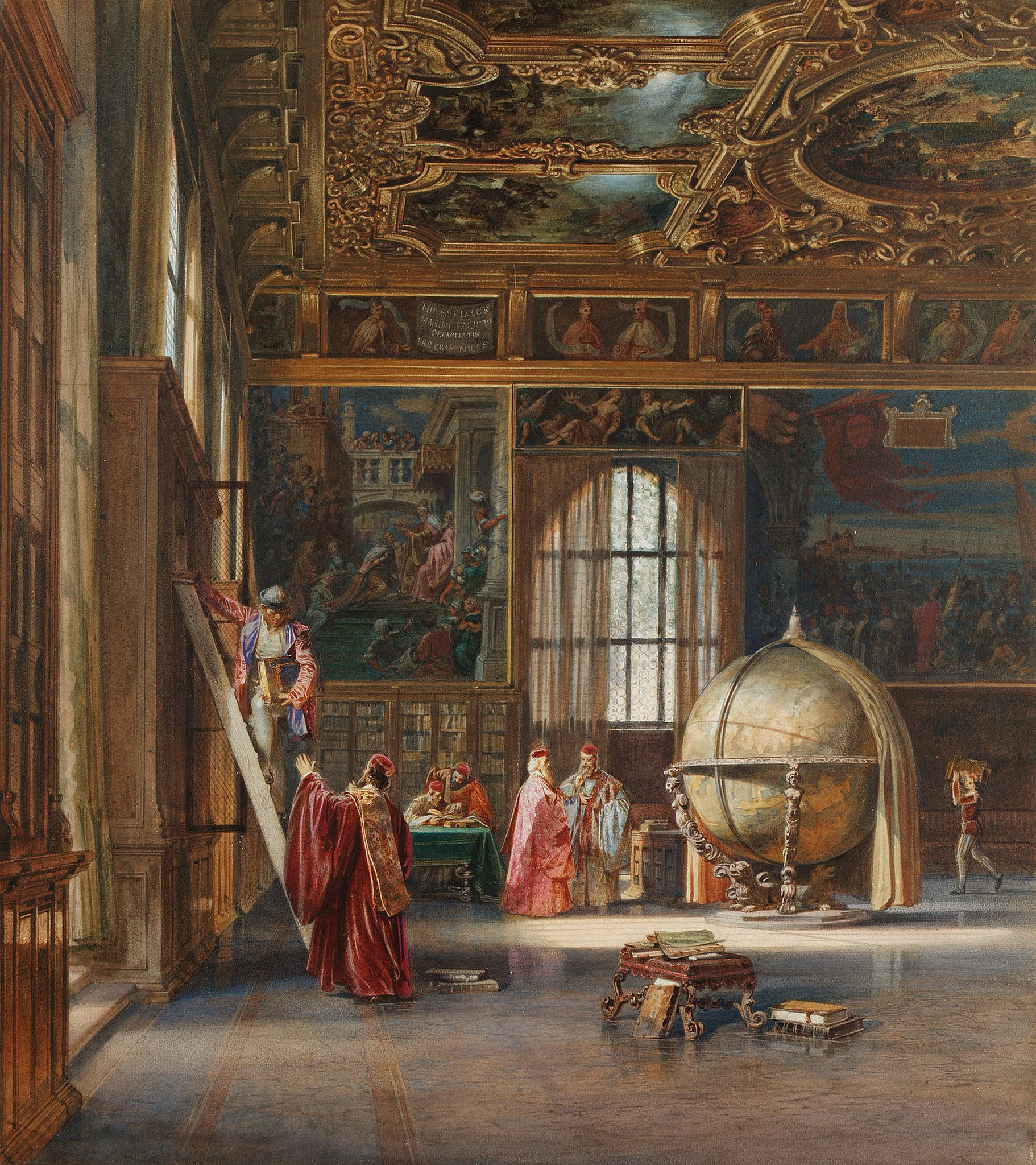
Der Sansovino-Saal, 1855

Die Bibliothek wuchs durch die Einverleibung von Bibliotheksbeständen auf dem Gebiet Venedigs durch die Republik und dank der Schenkungen durch weitere Stifter. Besonders zu erwähnen sind die Stiftung von 2200 gedruckten Büchern durch Melchior Wieland (1520–1589) von 1589, die Stiftung von 1794 des Amedeo Svajer von 240 Manuskripten, darunter das Testament des Marco Polo, oder die Schenkung des Giacomo Nani von 1000 überwiegend griechischen und orientalischen Handschriften von 1797. Dank des einzigartigen Bestandes griechischer Handschriften wurde die Bibliothek seit dem 16. Jahrhundert zum Zentrum humanistischer Studien.
1553 erhielt die Bibliothek, da sie an ihrem alten Standort kaum genutzt wurde, ein neues Domizil. Gegenüber den Procuratori di San Marco, den eigentlichen Schutzherren der Einrichtung wurde der neue Bau, an dem noch bis 1560 gearbeitet wurde, errichtet.
1603 erließ Venedig ein Gesetz, dass von jedem auf venezianischem Gebiet gedruckten Buch ein Pflichtexemplar an die Biblioteca Marciana abgeliefert werden musste, das heißt, sie übernahm die Funktion einer Nationalbibliothek der Republik. Nach dem Fall der Republik wurden viele Klöster durch Napoleon säkularisiert, und die Bibliothek erhielt weiteren Zuwachs aus Klosterbibliotheken.

## Bestand
- 900.000 Bände
- 2.884 Inkunabeln
- 13.000 Handschriften

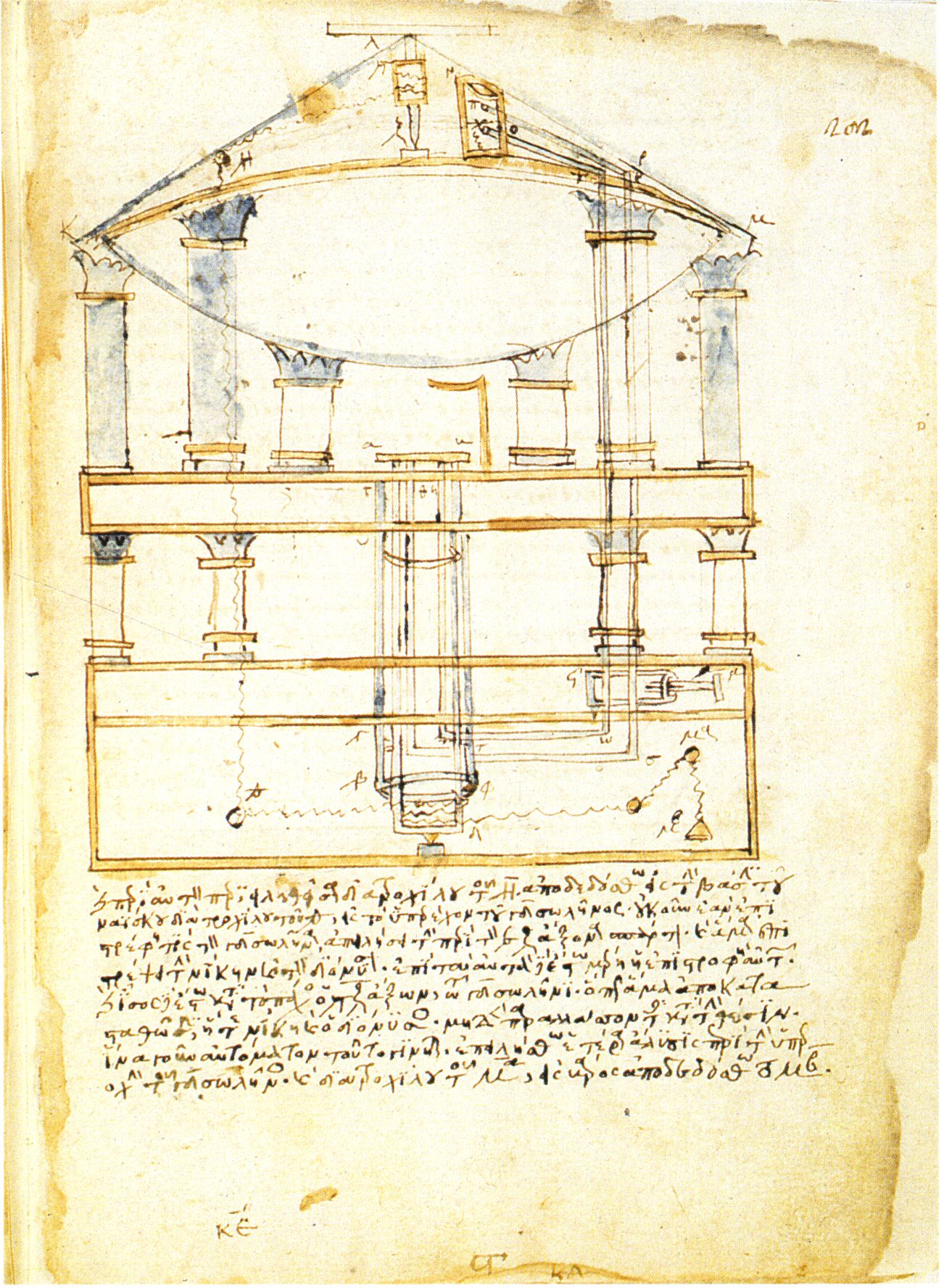
Heron von Alexandria: Skizze eines Automaten, Gr. 516, fol. 202r.

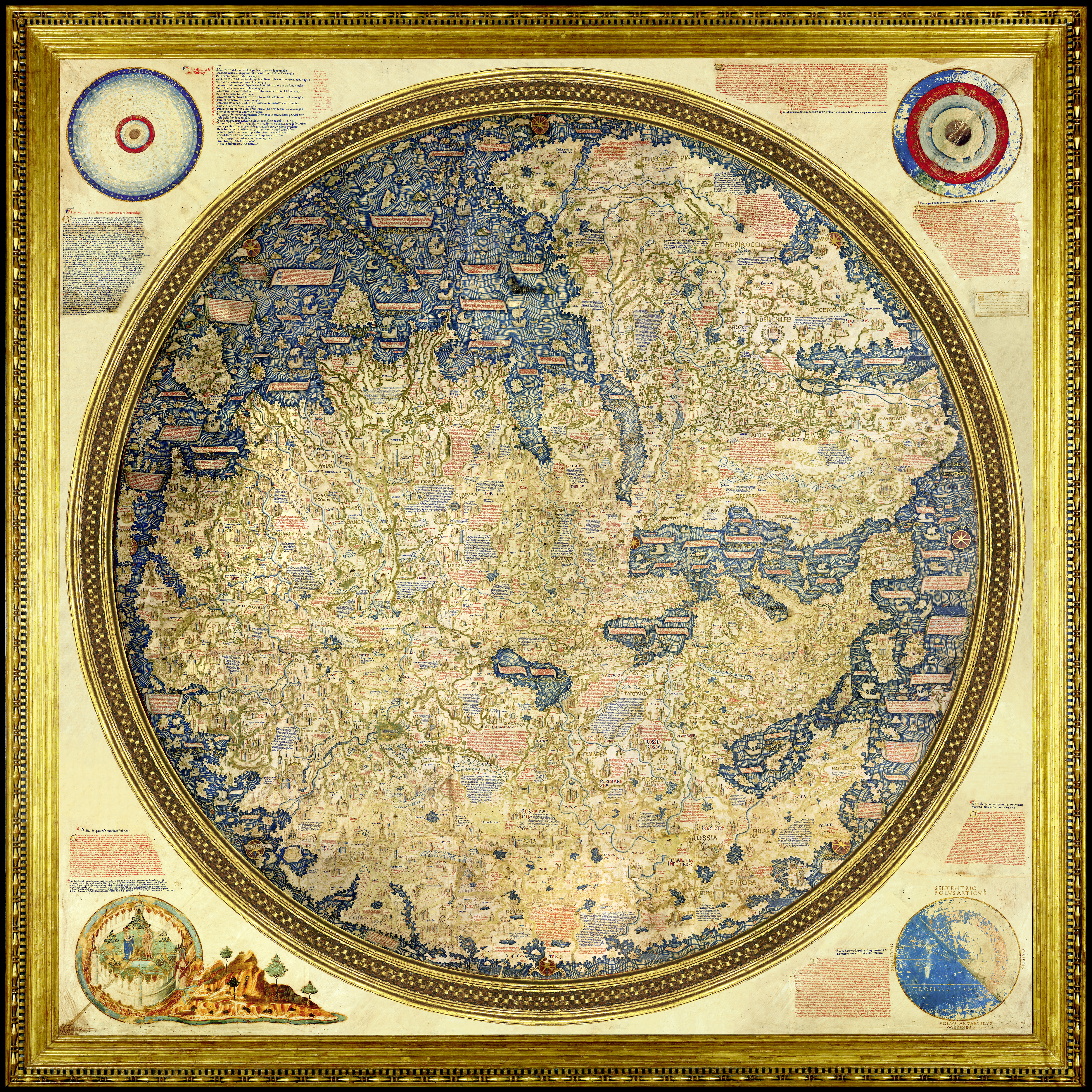
Fra Mauros Weltkarte von 1459

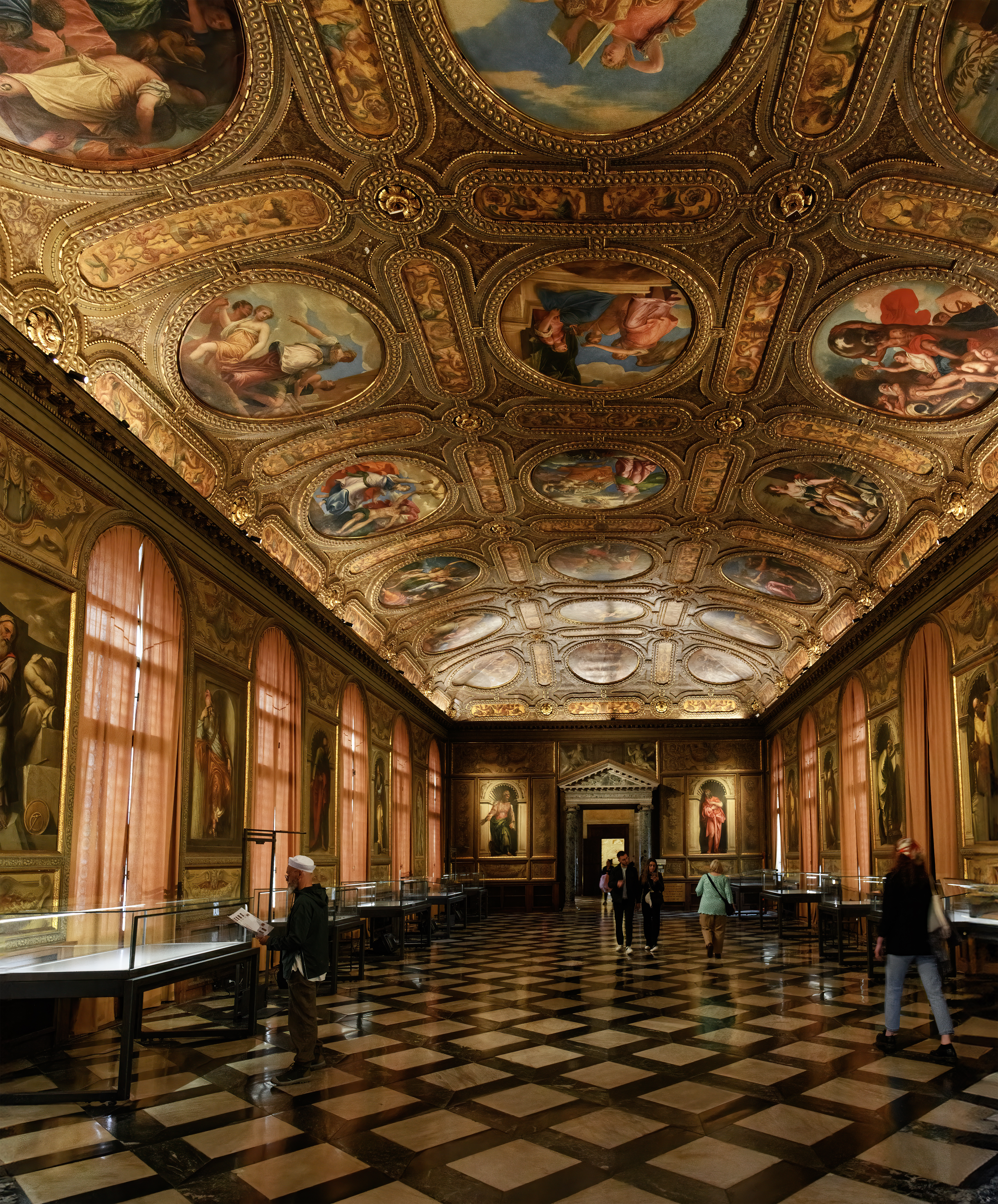
Sala di lettura

- 25.000 Drucke des 16. Jahrhunderts (Cinquecentine)
- 6.800 Landkarten

Spezialgebiete der Bibliothek sind klassische Philologie und venezianische Geschichte. Außerdem besitzt sie eine wertvolle Sammlung von Musikalien sowie von Atlanten und geographischen Karten wie die Weltkarte des Fra Mauro und den berühmten Plan der Stadt Venedig von Jacopo de Barbari aus dem Jahr 1500. Unter den unzähligen Kostbarkeiten der Bibliothek befinden sich zwei Homer-Ausgaben, der Homerus Venetus A aus dem 11. Jahrhundert und der Homerus Venetus B aus dem 12. Jahrhundert, die Chronologia magna des Fra Paolino mit der ersten Karte Venedigs, die Plinius-Handschrift für Pico della Mirandola von 1481, sowie ein Exemplar des ersten in Venedig gedruckten Buchs, die epistolae ad familiares von Cicero von 1481. Die 56 Bände Tagebücher des Marin Sanudo, eine der wichtigsten Quellen für die venezianische Geschichte zwischen 1496 und 1533, sind ebenfalls in ihrem Besitz.
Ein besonderer Schatz der Bibliothek ist die fast vollständige Sammlung von Aldinen. 1843 kam die Sammlung von Marco Contarini mit wertvollen Opernmanuskripten des 17. Jahrhunderts als Schenkung zur Bibliothek.

Die antiken und mittelalterlichen Manuskripte in den Beständen werden in der wissenschaftlichen Literatur traditionell mit Codex Marcianus und der Inventarnummer zitiert.
Das Haus ist der Nuova Biblioteca Manoscritta angeschlossen, die Manuskripte Venetiens via Internet verfügbar macht.

## Die Libreria
Bedingung der Schenkung durch Bessarion war, dass die Bibliothek an einem würdigen Ort untergebracht werden sollte. Die Republik ließ sich jedoch zur Erfüllung dieser Pflicht viel Zeit. Die Büchersammlung der Republik war 1362 in einem Haus an der Riva degli Schiavoni untergebracht, dann in San Marco und später im Dogenpalast.
1534 planten die Prokuratoren einen Bau für neue Amtsräume. Im Obergeschoss sollte die Bibliothek mit Lese- und Hörsälen untergebracht werden. 1537 erhielt der Architekt Sansovino von den Prokuratoren von San Marco den Auftrag zum Entwurf eines Bibliotheksgebäudes an der Piazzetta. Der Bau wurde am Campanile begonnen. 1545 stürzte das Gewölbe des Lesesaals ein und Sansovino wanderte ins Gefängnis. Dank der Fürsprache einflussreicher Freunde (Tizian und Aretino) wurde er jedoch wieder freigelassen und konnte weiterarbeiten, musste den Schaden jedoch auf seine Kosten beseitigen. Nach seinem Tod vollendete Vincenzo Scamozzi von 1582 bis 1588 den Bau.
Die Libreria, vor allem Treppenhaus und Lesesaal wurden prunkvoll mit Werken der ersten Künstler Venedigs, wie Veronese, Tizian, Alessandro Vittoria und Tintoretto ausgestattet.
In Sansovinos Libreria-Bau war die Bibliothek ab 1553 untergebracht. 1812 wurde sie wieder in den Dogenpalast gebracht, da das Gebäude für andere Zwecke genutzt werden sollte. Dort blieb sie bis 1904. Heute befindet sich die Sammlung wieder in der Libreria und in dem angrenzenden Münzgebäude, der ebenfalls von Sansovino erbauten Zecca. Mit der in den neuen Prokuratien untergebrachten Bibliothek des Museo Correr befindet sich eine weitere öffentliche Bibliothek Venedigs in unmittelbarer Nähe.

## Leiter der Bibliothek
- Marcantonio Sabellico (1436–1506) ?
- Andrea Navagero (ab 1515)
- ab 1530 Pietro Bembo (1470–1547) ab 1530

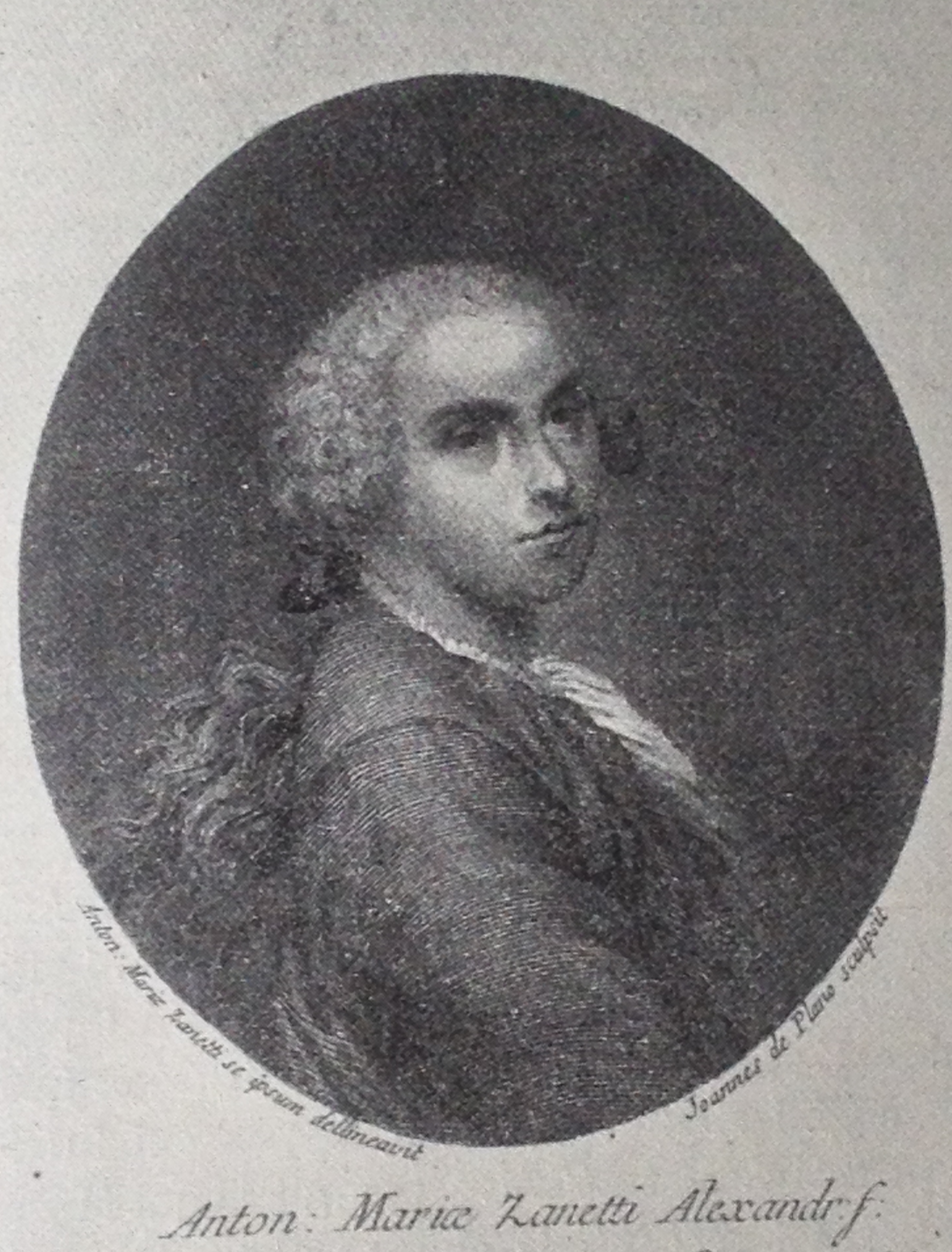
Porträt des Anton Maria Zanetti (d. J.)

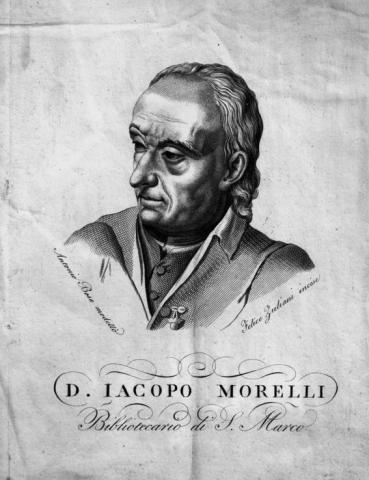
Porträt Jacopo Morellis (Angelo Zendrini: Elogio di Jacopo Morelli, Regia stamperia, Mailand 1822)

ab 1558 auf Lebenszeit, ab 1775 auf drei Jahre:
- Silvestro Valier (1649–1694, als Prokurator von San Marco zuständig)
- Anton Maria Zanetti: 1737–1778
- Jacopo Morelli: 1778–1819
- Pietro Bettio: 1819–1846
- Giuseppe Valentinelli: 1846–1874
- Giovanni Veludo: 1874–1884
- Carlo Castellani: 1884–1897
- Salomone Morpurgo: 1898–1905
- Carlo Frati: 1906–1913
- Ulisse Ortensi: 1913
- Giulio Coggiola: 1913–1919
- Ester Pastorello: 1919–1920
- Luigi Ferrari: 1920–1946
- Pietro Zorzanello: 1948–1951 (1947 „geschäftsführend“)
- Tullia Gasparrini Leporace: 1951–1969
- Giorgio Emanuele Ferrari: 1969–1973
- Eugenia Govi: 1973–1976
- Gian Albino Ravalli Modoni: 1976–1989
- Marino Zorzi: 1990–2008
- Marina Letizia Sebastiani: 2008–2012
- Maurizio Messina: ab 2012[2]